# Iglesia de Santa Escolástica
La iglesia de Santa Escolástica es una iglesia cerrado al culto en Rieti, hoy utilizado como auditorio. Se encuentra en via Marco Terenzio Varrone, no lejos de Porta Cintia y del Arco del Seminario.

## Historia

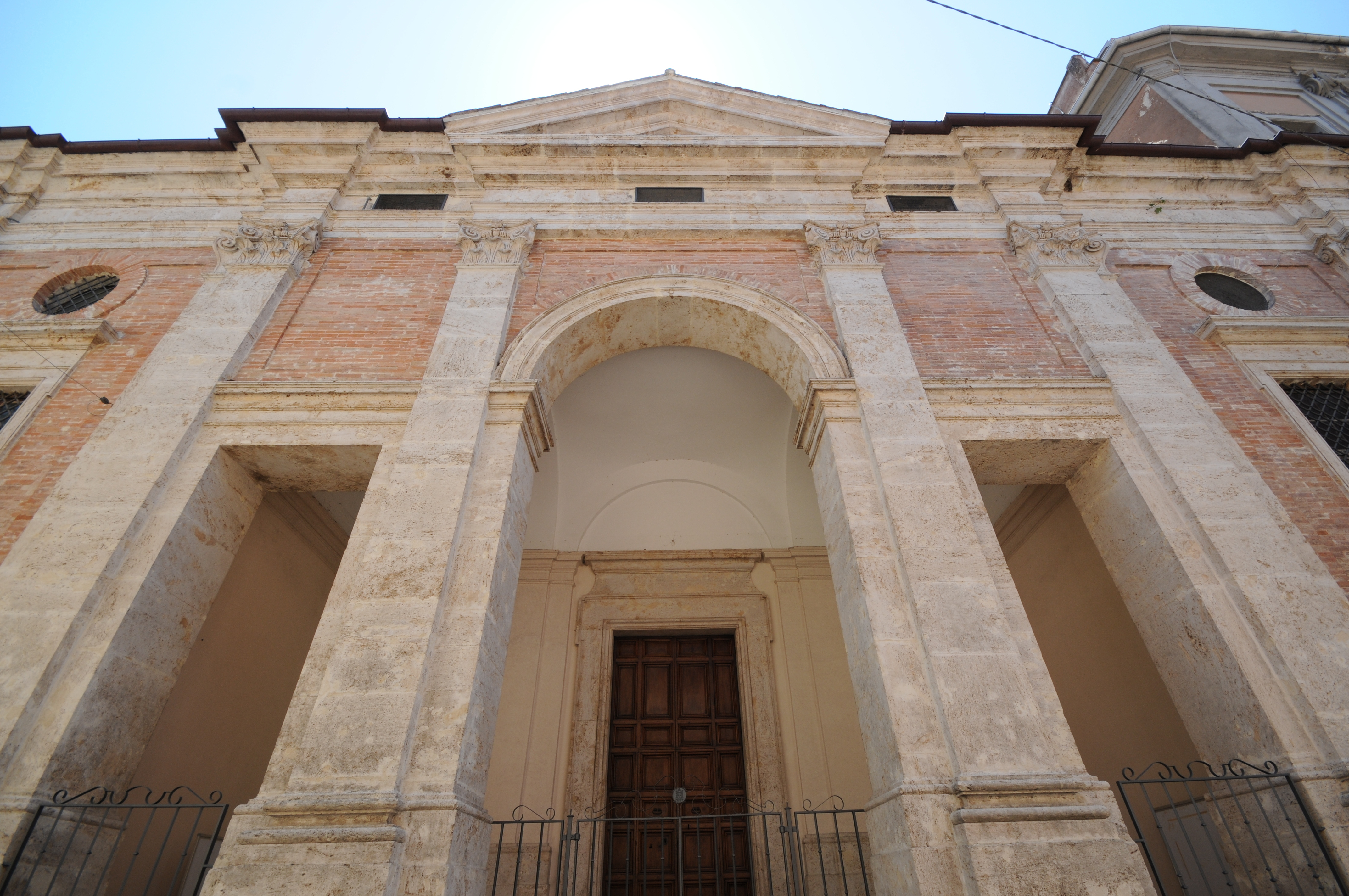
La fachada

La primera iglesia de Santa Escolástica data de 1334 junto con el monasterio benedictino femenino del mismo nombre, uno de los tres monasterios que surgieron en Rieti en el siglo XIV en lugares fuera de la ciudad en aquella época, junto con los de Santa Caterina y San Benedetto. En 1453 se unió al convento de Santa Margarita, y en 1498 al de Sant'Andrea.
El proyecto de la iglesia actual, conservado en los archivos del Estado de Rieti, fue elaborado en 1695 por Francesco Fontanaconvento de Santa Mar; la renovación se hizo necesaria porque la iglesia se había vuelto demasiado pequeña para las necesidades de las monjas y quizás también debido a los terremotos de 1639 y 1672. El 3 de abril de 1696, el obispo Ippolito Vincentini colocó la primera piedra de la nueva iglesia, dedicándola a los santos Andrés y Escolástica. La realización del proyecto y la decoración en estuco estuvo dirigida por Antonio Maria Ravazzani ; fue bendecido en 1704  y consagrada por el obispo Bernardino Guinigi el 1 de mayo de 1717.
Debido a dificultades financieras, el interior permaneció vacío durante mucho tiempo. 
En 1813, bajo el gobierno napoleónico, el monasterio fue expropiado a las monjas y convertido en prisión judicial, permaneciendo como la principal penitenciaría de la ciudad hasta la construcción de la nueva prisión de Vazia en 2009.Tras la supresión del monasterio, el obispo Saverio Marini confió Santa Escolástica a la Sociedad de San Luis Gonzaga, a la que siguió en 1816 la Congregación de los Amantes de Dios. En 1929, cuando la iglesia de San Giovanni in Statua fue demolida para dar paso al Hotel Quattro Stagioni, Santa Escolástica fue elevada a la categoría de parroquia y los Padres Scolopi, que hasta entonces operaban en la iglesia de Piazza Vittorio Emanuele II, se trasladaron allí.
La parroquia fue suprimida a finales de los años ochenta, y la iglesia pasó a ser parroquia de la Catedral. Los escolapios se trasladaron a la recién formada parroquia del distrito de Micioccoli y luego abandonaron definitivamente Rieti en 1997.
Recientemente, gracias a la estipulación de un préstamo con la diócesis de Rieti, la iglesia, cerrada al culto, fue renovada por la Fundación Varrone, que creó un auditorio que acoge conferencias, conciertos y otros eventos culturales.  En 2010 la Fundación Varrone promovió la restauración del antiguo órgano Catarinozzi, realizada por la compañía Pinchi de Trevi. 
En 2019 el edificio fue declarado inutilizable debido a los daños causados por el terremoto de Amatrice de 2016 y se prohibió el acceso.

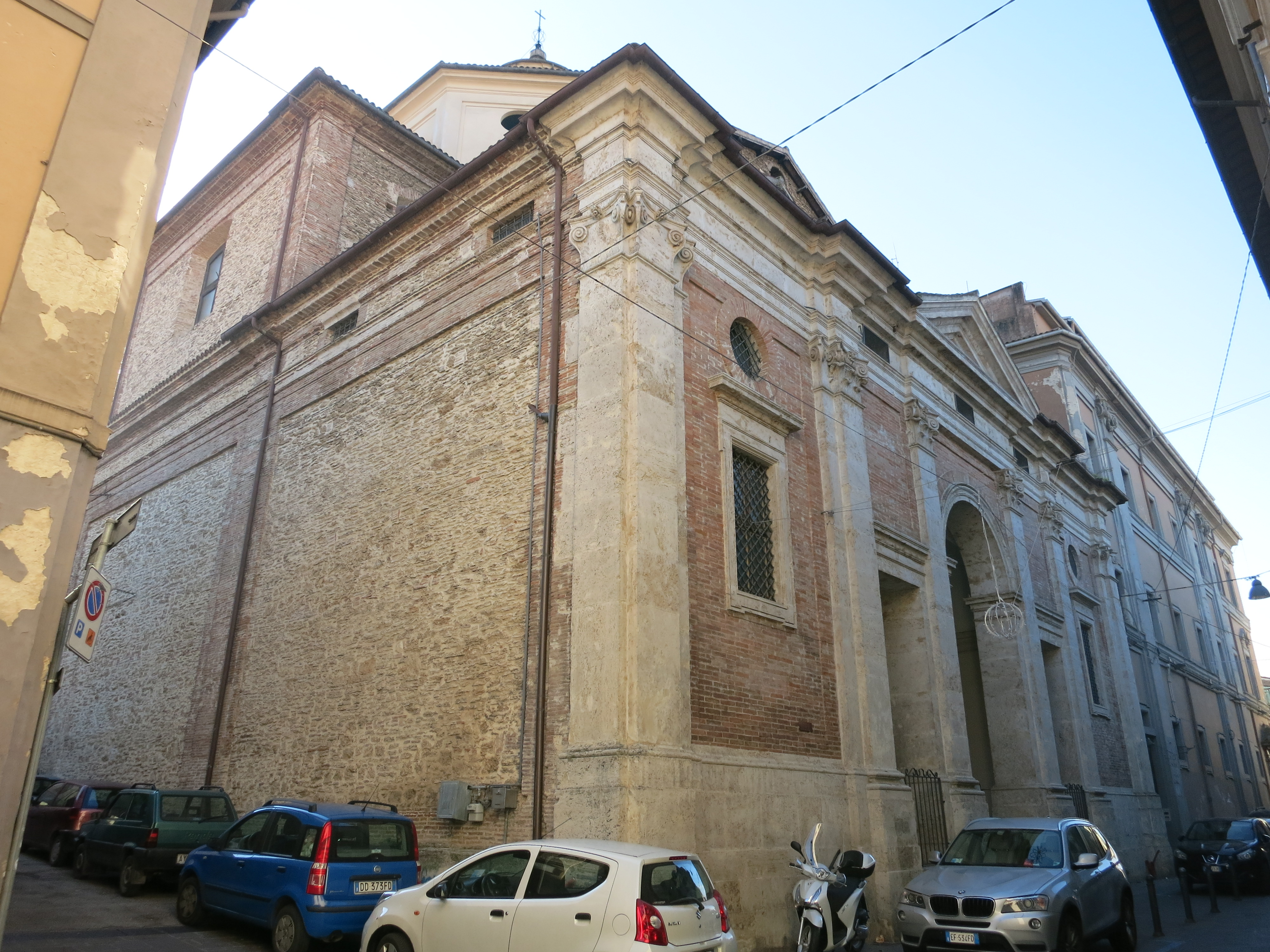
El exterior y el lado izquierdo de via Santa Scolastica

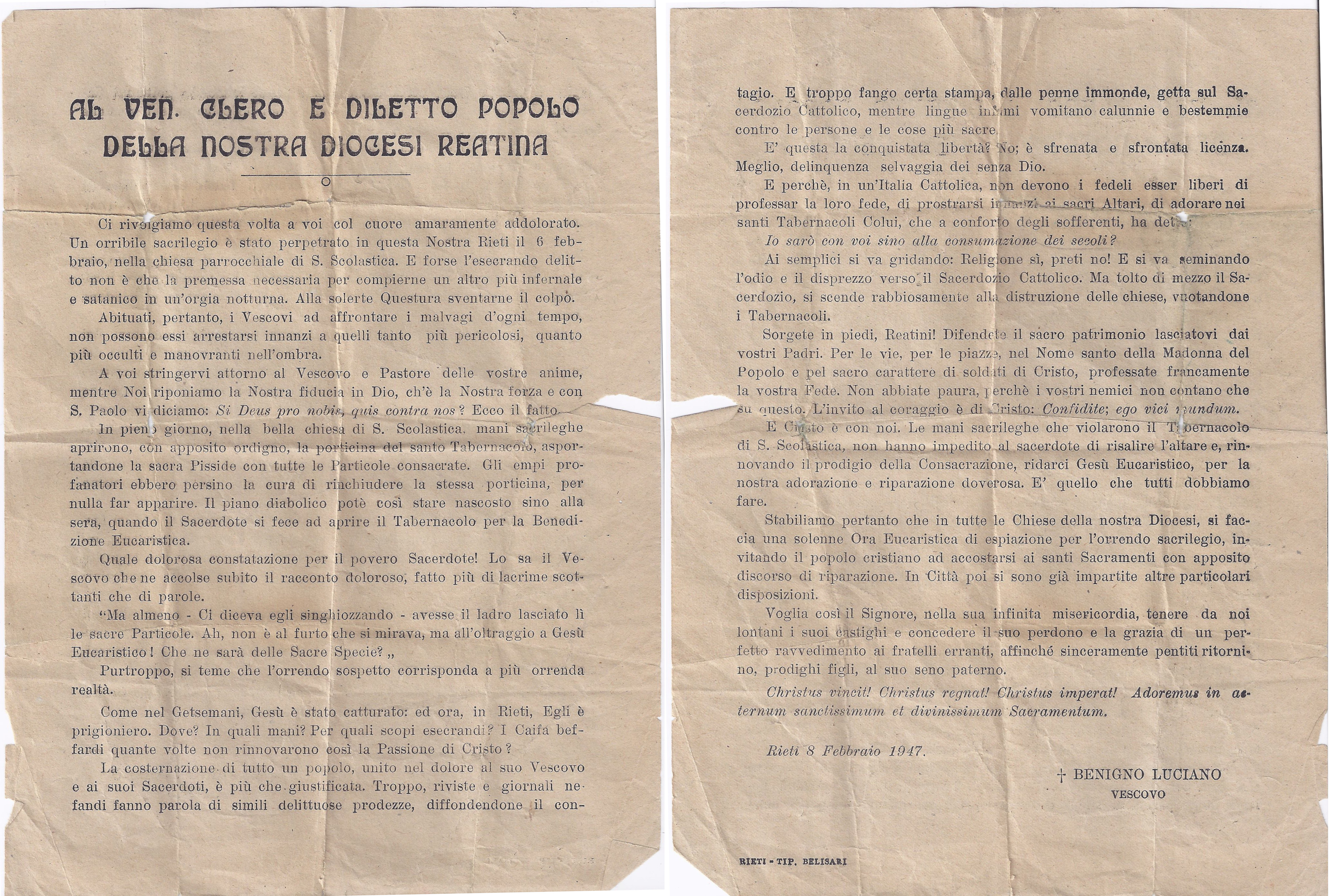
Folleto de 1947 sobre un robo ocurrido en la iglesia por parte del obispo de la época

## Descripción

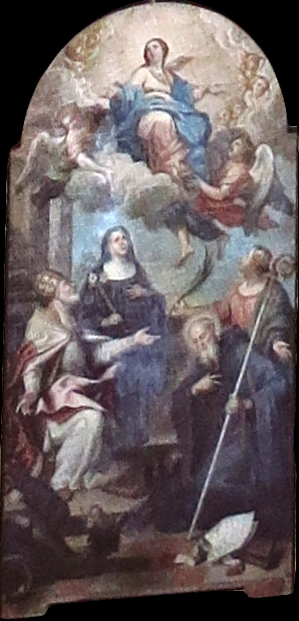
Gerolamo Pesci, La Virgen rodeada por Santa Escolástica, San Benito, San Silvestre y Santa Margarita (hacia 1753)

Es la única iglesia de planta de cruz griega existente en Rieti.

La fachada, que alterna el rojo del ladrillo con el blanco del travertino, se compone de una especie de gran serliana que delimita el pórtico de acceso, a cuyos lados se abren dos ventanas rematadas por roundeles de ladrillo. Un gran frontón cierra la fachada en la parte superior. La cúpula se enmarca en una cúpula poligonal.

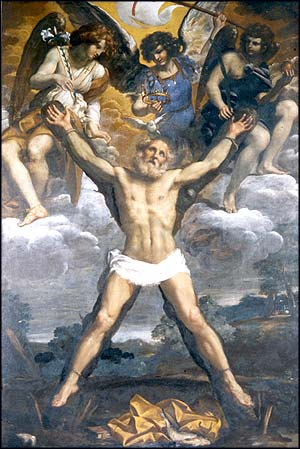
Antonio María ¿Pánico?, Crucifixión de San Andrés Apóstol

En el interior se encuentra el altar mayor, elevado por tres escalones, y dos altares laterales. El ábside está decorado con mármol policromado. Sobre el portal de entrada se encuentra el órgano de madera dorada de Cesare Catarinozzi di Affile (que data de 1720 o 1732,), gemelo de un órgano idéntico de la iglesia de San Benedetto.
- La Virgen rodeada por Santa Escolástica, San Benito, San Silvestre y Santa Margarita de Gerolamo Pesci (hacia 1753) - en el altar mayor[13]

- Crucifixión de San Andrés Apóstol con los Arcángeles Gabriel, Miguel y Rafael, óleo sobre lienzo, 294 × 195 cm (quizás antes de 1605) - en el altar derecho[14][15]

- Giovanni Pietro Bellori, en la biografía del pintor publicada en La vida de los pintores, escultores y arquitectos modernos de 1672, atribuyó el cuadro a Andrea Sacchi.[14] Durante mucho tiempo, los historiadores locales, entre ellos Angelo Sacchetti Sassetti, mantuvieron esta opinión autorizada.[15] Otros textos citan a Antonio Gherardi como autor.[16] Sin embargo, más recientemente Roberto Longhi lo atribuyó a la escuela de Annibale Carracci[17] por razones estilístico-expresivas, hipótesis también apoyada y argumentada por Federico Zeri.[15] En el estudio Pintura del siglo XVII en Rieti, las autoras Liliana Barroero y Lidia Saraca Colonnelli descartaron la atribución a Innocenzo Tacconi entre la escuela Carracci, mientras que consideraron más probable a Antonio Maria Panico, que ya había trabajado en la zona de Rieti.

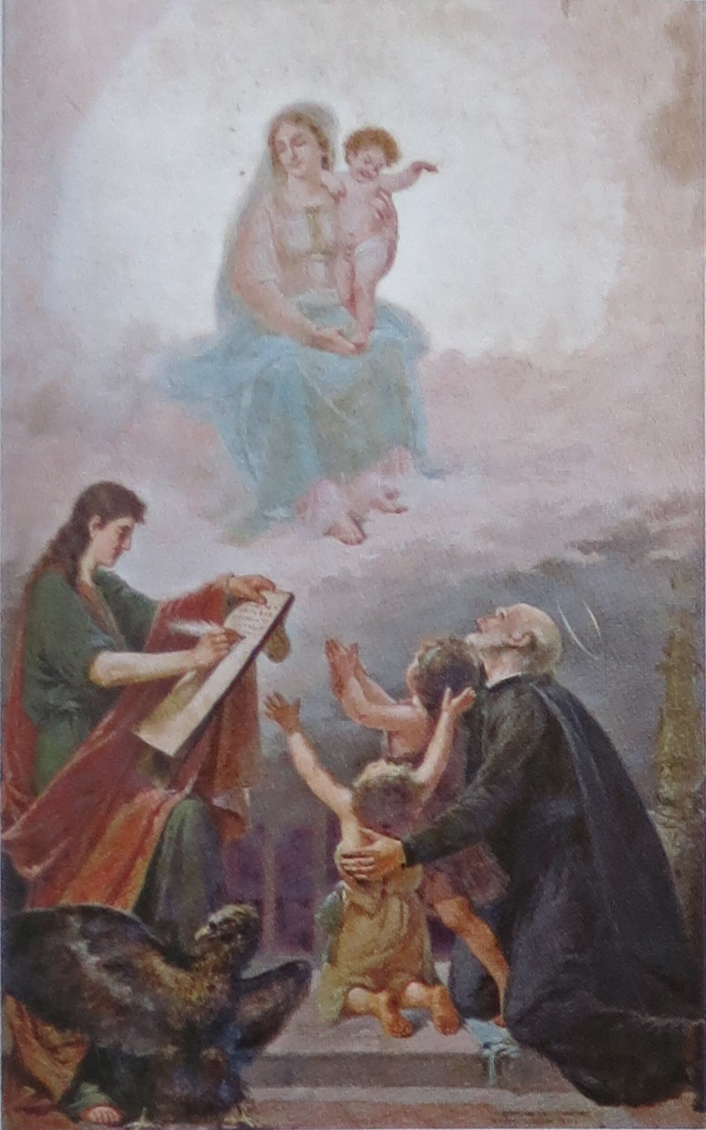
Antonino Calcagnadoro, La aparición de la Virgen a san Juan Evangelista y san José de Calasanz (1903)

- La aparición de la Virgen a san Juan Evangelista y san José de Calasanz de Antonino Calcagnadoro, óleo sobre lienzo (1903) - en el altar izquierdo. La pintura procede de la iglesia de San Giovanni in Statua, demolida a finales de los años 1920.[18][19]